# Allan Moore
Allan Moore (* 25. Dezember 1964 in Glasgow) ist ein ehemaliger schottischer Fußballspieler und heutiger -trainer. Derzeit trainiert er den schottischen Zweitligisten Greenock Morton.

## Spielerkarriere
Allan Moore spielte in seiner Jugend bei der Glasgower Sportschule Possilpark YMCA. 1983 erhielt er seine erste Anstellung beim damaligen schottischen Zweitligisten FC Dumbarton. Bereits nach der ersten Saison stieg der Verein als Tabellenzweiter in die Scottish Premier League auf, konnte sich jedoch nur eine Saison halten und stieg wieder ab. Von 1986 bis 1989 spielte der Mittelfeldspieler für Heart of Midlothian, wuchs jedoch nie über eine Reservistenrolle hinaus, weshalb er 1989 zum FC St. Johnstone ging. Dort stieg er abermals bereits nach einer Saison in die Premier League auf und spielte mit den Saints bis 1994 in dieser Liga. Dann stieg der Verein ab und Moore wechselte zu Dunfermline Athletic. Drei Jahre später folgte beim damaligen Drittligisten FC Livingston, der erst 1995 gegründet wurde, die nächste Station des Schotten. Bei diesem Verein war er aber nur Reservespieler und ging deshalb bereits ein Jahr später zum nächsten Verein, dem Airdrieonians FC. Bei dem Zweitligisten blieb er zwei Jahre und absolvierte über 50 Ligaspiele. Danach spielte Allan Moore noch bei verschiedenen Vereinen, jedoch jeweils für maximal eine Saison und kam aufgrund seines gestiegenen Alters auch nur noch selten zum Einsatz. Weitere Stationen waren Partick Thistle, mit denen Moore 2001 den Aufstieg in die zweite Liga feiern konnte, sowie die Drittligisten Greenock Morton und Queen of the South. 

## Trainerkarriere
Seit 2002 hat Allan Moore einen Vertrag bei Stirling Albion. Zunächst startete er als Spielertrainer und absolvierte noch sechs Spiele für den damaligen Viertligisten, welche zugleich die letzten seiner aktiven Karriere sein sollten. Damit hatte der Schotte einen fließenden Übergang in seine Zeit als Trainer gefunden. Am Ende der Saison 2003/04 schaffte er mit dem Team den Aufstieg in die dritte Liga. Nur drei Jahre später gelang Stirling sogar der Aufstieg in die zweite Liga und Moores Erfolge bei dem Verein setzten sich fort. Am Ende der Saison 2007/08 stieg seine Mannschaft dann aber als Tabellenletzter wieder in die dritte Liga ab.